# Comunicació per fibra òptica

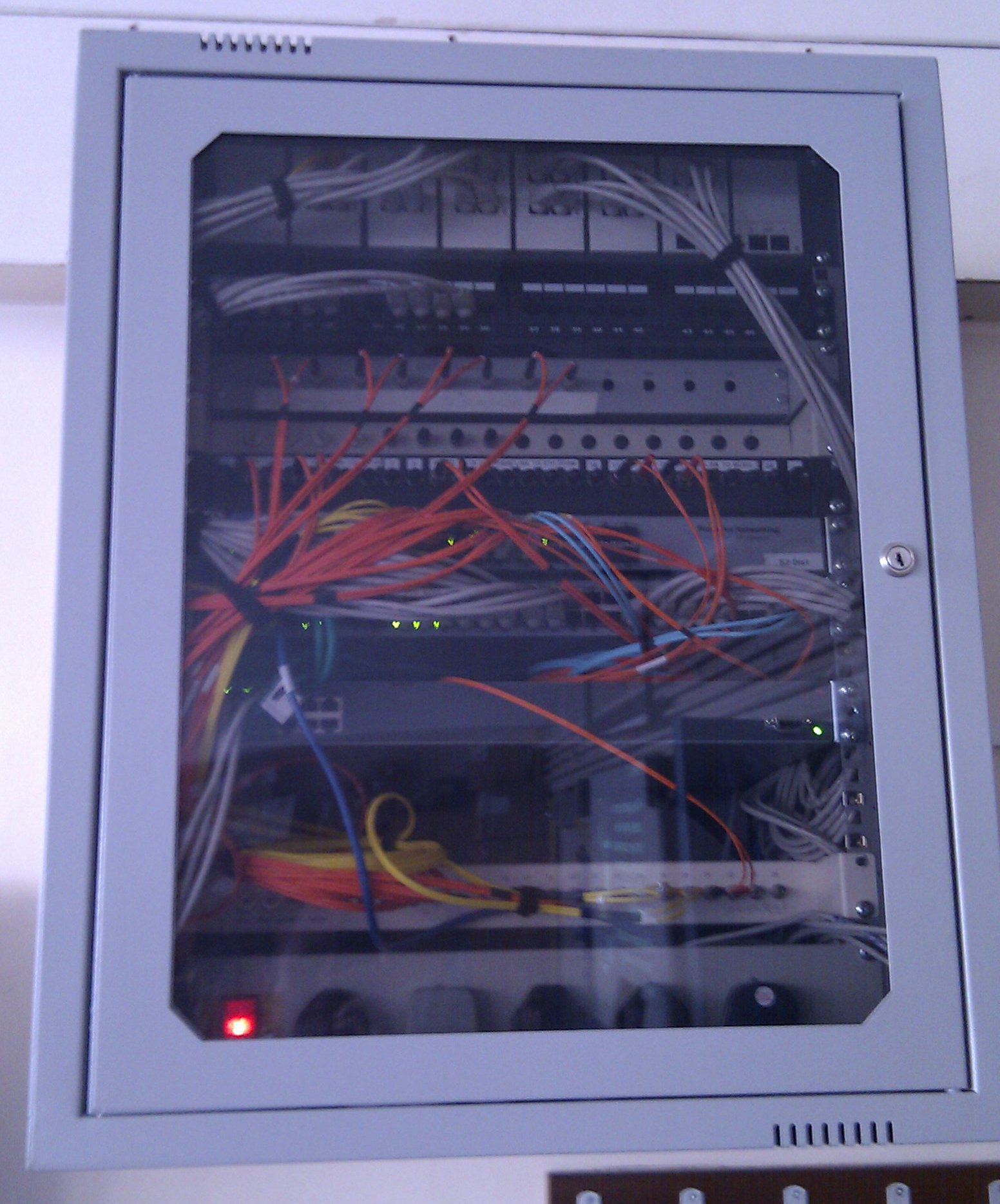
Un armari de pegat de fibra òptica. Els cables grocs són fibres monomode ; els cables taronja i blau són fibres multimode: 62,5/125 μm OM1 i 50/125 μm fibres OM3, respectivament.

La comunicació per fibra òptica és un mètode de transmissió d'informació d'un lloc a un altre mitjançant l'enviament de polsos de llum infraroja a través d'una fibra òptica. La llum és una forma d'ona portadora que es modula per portar informació. Es prefereix la fibra sobre el cablejat elèctric quan cal un gran ample de banda, llarga distància o immunitat a les interferències electromagnètiques. Aquest tipus de comunicació pot transmetre veu, vídeo i telemetria a través de xarxes d'àrea local o a llargues distàncies.
La fibra òptica és utilitzada per moltes empreses de telecomunicacions per transmetre senyals telefòniques, comunicacions per Internet i senyals de televisió per cable. Els investigadors de Bell Labs han assolit un producte rècord d'amplada de banda i distància de més de 100 petabit × quilòmetres per segon mitjançant la comunicació de fibra òptica.
Com que l'efecte de la dispersió augmenta amb la longitud de la fibra, un sistema de transmissió de fibra sovint es caracteritza pel seu producte ample de banda-distància, normalment expressat en unitats de MHz ·km. Aquest valor és un producte de l'ample de banda i la distància perquè hi ha una compensació entre l'amplada de banda del senyal i la distància a la qual es pot transportar. Per exemple, una fibra comuna multimode amb un producte ample de banda-distància de 500 MHz·km podria transportar un 500 Senyal MHz per a 1 km o 1000 Senyal de MHz per a 0,5 km.
Cada fibra pot transportar molts canals independents, cadascun utilitzant una longitud d'ona de llum diferent (multiplexació per divisió de longitud d'ona). La taxa de dades neta (taxa de dades sense bytes de sobrecàrrega) per fibra és la taxa de dades per canal reduïda per la sobrecàrrega de correcció d'errors directes (FEC), multiplicada pel nombre de canals (normalment fins a vuitanta en sistemes WDM densos comercials a a 2008).
A continuació es resumeix la investigació actual d'última generació utilitzant cables de fibra d'un sol nucli sòlid d'un sol mode de grau de telecomunicacions estàndard:
| Curs | Organització                                                     | Velocitat efectiva | Canals WDM | Velocitat per canal | Distància    |
| ---- | ---------------------------------------------------------------- | ------------------ | ---------- | ------------------- | ------------ |
| 2009 | Alcatel-Lucent                                                   | 15,5 Tbit/s        | 155        | 100 Gbit/s          | 7000 km      |
| 2010 | NTT                                                              | 69,1 Tbit/s        | 432        | 171 Gbit/s          | 240 km       |
| 2011 | NEC                                                              | 101,7 Tbit/s       | 370        | 273 Gbit/s          | 165 km       |
| 2011 | KIT                                                              | 26 Tbit/s          | 336        | 77 Gbit/s           | 50 km        |
| 2016 | BT i Huawei                                                      | 5,6 Tbit/s         | 28         | 200 Gbit/s          | uns 140 km ? |
| 2016 | Nokia Bell Labs, Deutsche Telekom i Universitat Tècnica de Múnic | 1 Tbit/s           | 1          | 1 Tbit/s            |              |
| 2016 | Nokia-Alcatel-Lucent                                             | 65 Tbit/s          |            |                     | 6600 km      |
| 2017 | BT i Huawei                                                      | 11.2 Tbit/s        | 28         | 400 Gbit/s          | 250 km       |
| 2020 | Universitats RMIT, Monash i Swinburne                            | 39,0 Tbit/s        | 160        | 244 Gbit/s          | 76.6 km      |
| 2020 | UCL                                                              | 178,08 Tbit/s      | 660        | 25 Gbit/s           | 40 km        |